# コンシューマー・レポート
コンシューマー・レポート（英語: Consumer Reports）とは、非営利の消費者組織であるコンシューマーズ・ユニオン（Consumers Union）が、1936年から発行しているアメリカ合衆国の月刊誌である。

## 概要
独自の試験施設で行う消費財（幅広い製品やサービス）の比較検討調査の結果をレポートしている。そのほか、企業に対して製品やサービスの品質の向上、アメリカ合衆国連邦政府に対しては、規制法令の整備についても積極的に同誌を通じて訴えている。年間の調査費用は約2,100万米ドルで、毎月の発行部数は約400万部であり、定期購読者は雑誌とウェブ版の合計で約700万部とされている。
レポートの独立性・公平性を維持するために、各号誌面には、コンシューマーズ・ユニオンが発行する雑誌、書籍、サービスを除いて、一般企業による広告を掲載することは一切なく、さらに記事を企業の広告目的に使用することすら一切認めていない。
毎年4月に発行される「自動車特集号（The annual Consumer Reports New Car Issue）」は最多の発行部数に及ぶ。同特集号に掲載された各メーカー・各自動車の乗り心地、性能に関する評価や、安全性・信頼性・リセールバリューなどのランキング結果は、北アメリカにおける新車・中古車販売に多大な影響を及ぼすとされる。

### 日本車との因縁
同誌と米国市場に輸入される日本車を巡る因縁は数多く、古くは1960年代後半にマルコム・ブリックリンにより設立されたスバル・オブ・アメリカが輸入を手掛けたスバル360に対して、当時のフルサイズのアメリカ車に対する衝突安全性の面から Not Acceptable が宣告された事例が知られる。
1988年6月、スズキ・ジムニーの北米輸出仕様のスズキ・サムライに対する横転性の否定的な評価は、1995年のサムライの北米市場撤退に繋がった末に、翌1996年から2004年に掛けてスズキ米国法人との間の泥沼の訴訟劇に発展した(スズキ対コンシューマー・ユニオン訴訟)。
1996年、いすゞ自動車のSUV、トルーパーをテスト中の転倒事故から Not Acceptable と評価したが、テスト走行中故意に行われたことが問題になり、裁判にもつれ込んだことがある。